# Polyalthia brunneifolia
Polyalthia brunneifolia este o specie de plante din genul Polyalthia, familia Annonaceae, descrisă de James Sinclair. Conform Catalogue of Life specia Polyalthia brunneifolia nu are subspecii cunoscute.